# Отт, Элис Сара
Элис Сара Отт (яп. アリス＝紗良・オット, нем. Alice Sara Ott; род. 1 августа 1988, Мюнхен) — немецкая пианистка.

## Биография
Элис родилась в Мюнхене в 1988 году. Ее мать-японка училась игре на фортепиано в Токио; ее отец был немецким инженером-строителем. Элис говорит, что еще в детстве поняла, что «музыка — это язык, который выходит далеко за рамки любых слов», и что она хотела общаться и выражать себя через музыку. Отт учится игре на фортепиано в четыре года. В пять лет она вышла в финальную стадию молодежного конкурса в Мюнхене, сыграв при аншлаге в Геркулес-холле. В семь лет она выиграла конкурс Jugend musiziert в Германии. В 2002 году Отт стала самой молодой финалисткой Международного конкурса пианистов в Хамамацу в Японии, где она получила награду «Самый многообещающий артист». С двенадцати лет она училась в Зальцбургском Моцартеуме у Карла-Хайнца Кеммерлинга, продолжая школьное образование в Мюнхене. Отт завоевала награды на ряде конкурсов пианистов, в том числе первый приз на конкурсе Пьанелло-Валь-Тидоне 2004 года.
Ее младшая сестра Мона Аска Отт также является классической пианисткой.
В феврале 2019 года Отт объявила в Instagram, что у нее диагностирован рассеянный склероз.
Отт делала записи для Deutsche Grammophon и регулярно выступает с концертными турами по Европе, Японии и США. Элис выиграла первую премию на конкурсе Баха в 2003 году в Кётене, на конкурсе Пьанелло-Валь-Тидоне в 2004 году в Италии и на 4-м Международном конкурсе EPTA (Европейская ассоциация преподавателей фортепиано) в 2005 году.